# European Fan Weekend 2013 Live
European Fan Weekend 2013 Live è un album dal vivo della cantante russa Lena Katina, pubblicato nel marzo del 2014 dall'etichetta indipendente Katina Music Inc.. Il concerto è stato registrato il 5 ottobre 2013 presso il complesso Die Kantine a Colonia, in Germania.

## Tracce
1. Running Blind – 4:38 (Lars Reinatz, Christian Behrens, Julian Schramm, Lene Dissing, Sven Martin, Rasmus Schwenger)
2. Fly on the Wall – 5:30 (Josh Alexander, Billy Steinberg)
3. Melody – 5:09 (Clark Owen, Sven Martin, Bruno Gruel)
4. Stay – 3:25 (Boris Renskij, Domen Vajevec, Lena Katina, Steve Wilson, Sven Martin, Troy MacCubbin)
5. The Beast (Inside of You) – 4:38 (Boris Renskij, Domen Vajevec, Lena Katina, Steve Wilson, Sven Martin)
6. Walking in the Sun – 5:23 (Boris Renskij, Domen Vajevec, Lena Katina, Maria Abraham, Steve Martin)
7. Never Forget – 3:35 (Erik Libdom, Hayden Bell, Lena Katina, Sarah Lundback)
8. The Best of You (cover dei Foo Fighters) – 5:19 (Dave Grohl, Taylor Hawkins, Nate Mendel, Chris Shiflett)
9. Lost in This Dance – 4:36 (Boris Renskij, Domen Vajevec, Lena Katina, Steve Wilson, Sven Martin)
10. 30 minut – 3:37 (Ivan Šapovalov, Sergio Galoyan, Valerij Polienko)
11. How Soon Is Now? – 4:55 (Johnny Marr, Morrissey)
12. Waiting – 6:10 (Domen Vajevec, Lena Katina, Sash Kuzma, Steve Martin)
13. Lift Me Up – 6:11 (Jacques Brautbar, Jasmine Ash, Lena Katina)
14. All the Things She Said – 6:01 (Martin Kierszenbaum, Sergio Galoyan, Trevor Horn, Valerij Polienko, Ivan Šapovalov, Elena Kiper)

## Formazione
- Sven Martin – produzione esecutiva, produzione, tastiera, mix
- Lena Katina – voce, piano
- Jörg Kohring – voce, chitarra
- Domen Vajevec – basso
- Steve Wilson – batteria
- Mike Boden – mix
- Greg Benninger – graphic design
- Sonic Art Wuppertal, Stefan Koch – tecnico (live sound)
- Mark Tuschy – luci
- Andre Recke – management
- Mathieu Richardoz, Serge Vandeplassche, Tommy Lare – fotografia
- Andy Blech – ulteriori compensi